# Mina (plats)
Mina (arabiska: مِنَى) är ett plant område som ligger mellan Mecka och Muzdalifa i Saudiarabien. Under hajj utför pilgrimerna olika ritualer i Mina.